# Джаврова, Ирина Константиновна
Ирина Константиновна Джаврова (1919 ― 1994) ― советский и российский микробиолог, кандидат медицинских наук, доцент Смоленского государственного медицинского института, балетмейстер, заслуженный работник культуры РСФСР (1969).

## Биография
Ирина Константиновна Джаврова родилась 10 августа 1919 года в городе Петрограде (ныне — Санкт-Петербург). В 1934 году окончила Ленинградское хореографическое училище имени А. Я. Вагановой (ныне — Академия русского балета в Санкт-Петербурге), в 1943 году — Воронежский государственный медицинский институт. Занималась научно-исследовательской работой сначала в Воронеже, затем в Смоленске.
С 1952 года — на преподавательской работе в Смоленском государственном медицинском институте, была ассистентом на кафедре микробиологии. В 1969 году Джаврова защитила диссертацию на соискание учёной степени кандидата медицинских наук, а в 1971 году стала доцентом на той же кафедре. В общей сложности за время своей работы она опубликовала более 60 научных работ.
Параллельно с преподавательской работой Джаврова создала и долгие годы возглавляла кружок классического танца при Смоленском областном Доме работников просвещения. Впоследствии этот кружок вырос сначала в балетную студию, а затем и в театр балета, существующий до сих пор. В 1969 году ей было присвоено звание заслуженного работника культуры РСФСР, а в 1974 году коллектив был удостоен звания Народный театр балета.
Умерла 24 июня 1994 года, похоронена на Новом кладбище Смоленска.